# Elverson Road (DLR)
Elverson Road DLR station is een station van de Docklands Light Railway in de London Borough of Lewisham in het zuidoosten van de Britse metropool Groot-Londen. Het station werd in 1999 in gebruik genomen. Het behoort tot de minst intensief gebruikte stations op de route van de DLR. Het ligt tussen de stations Lewisham en Deptford Bridge.